# Леонид Тарентский
Леони́д Таре́нтский (др.-греч. Λεωνίδας ὁ Ταραντῖνος, лат. Leonidas Tarentinus) — древнегреческий поэт первой половины III века до н. э., один из самых знаменитых эпиграмматистов. Сохранилось около сотни его стихотворений; подлинность некоторых сомнительна.
Часто и вечером поздним и утром ткачиха Платфида

        Сон отгоняла от глаз, бодро с нуждою борясь.

С веретеном, своим другом, в руке иль за прялкою сидя,

        Песни певала oнa, хоть и седа уж была.

Или за ткацким станком вплоть до самой зари суетилась,

        Делу Афины служа, с помощью нежных Харит;

Иль на колене худом исхудалой рукою, бедняга,

        Нитку сучила в уто́к. Восемь десятков годов

Прожила ткавшая так хорошо и искусно Платфида,

        Прежде чем в путь отошла по ахеронтским волнам.

Изгнанный из родного Тарента в Великой Греции (на юге Италии), Леонид провёл жизнь в бедности и скитаниях. Он пишет в стихах о тяжелой доле скитальца и иронизирует над своей бедностью — к примеру, в шутливом послании к мышам, которым в доме поэта нечем поживиться (AP VI, 302).
Через творчество Леонида ярко проходит интерес к таким же, как он, простым, «маленьким» людям, незаметным труженикам: рыбакам, пастухам, охотникам, морякам, мелким ремесленникам; поэт подробно называет их орудия труда и приметы скромного быта. При этом с точки зрения внешней формы его эпиграммы изощрённо сложны и изысканны.

Образы стихов Леонида очень близки к быту, они как бы нарочно привлекают читателя своей непривычностью в торжественном размере стиха. Но стиль речи Леонида Тарентского — отнюдь не бытовой: он пишет до крайности вычурно, щеголяет редчайшими словами, сам выдумывает новые, выворачивает фразы и играет тонкими намёками на скрытый за простыми картинками непростой смысл… Это не античный реализм, это скорее античное барокко. Передать это в переводе не удаётся; пусть русский читатель представит себе стихи из сегодняшнего уличного быта, написанные на церковнославянском языке, — и он сможет вообразить впечатление современников от стиля Леонида Тарентского.
— Михаил Гаспаров
Произведения Леонида отличаются широким эмоциональным диапазоном — от мрачных размышлений о смерти и смертности до юмора. Поэту принадлежат первые известные эпиграммы в специфическом античном поджанре приапей (AP X, 1; XVI, 236, 361) — лёгких, игривых стишков в честь бога плодородия Приапа, развившихся затем в поэзии Древнего Рима и породивших анонимный памятник латинской литературы, «Книгу Приапа».
В стихотворении Мелеагра Гадарского о венке (AP IV, 1), где стихи полусотни греческих поэтов сравниваются с различными растениями, Леониду соответствует плющ.